# Carmanova
Carmanova (russisch Карманово Karmanowo, ukrainisch Карманове Karmanowe, deutsch Neudorf) ist ein Dorf und Gemeinde im Rajon Grigoriopol der international nicht anerkannten Republik Transnistrien, welche völkerrechtlich als Teil der Republik Moldau angesehen wird. Die Ortschaft liegt etwa 20 Kilometer nordöstlich von Grigoriopol unweit der ukrainischen Grenze.

## Geschichte
Ab 1808 wurde Land für die heute in Transnistrien liegenden Kolonien zur Verfügung gestellt. Neudorf wurde 1809 von evangelisch-lutherischen Einwanderern aus Württemberg, der Pfalz, dem Elsass und aus Ungarn gegründet. Es ist neben den Kolonien Glückstal, Bergdorf und dessen Tochterkolonie Kleinbergdorf eine der vier ursprünglich deutschen Siedlungen der Schwarzmeerdeutschen auf dem heute transnistrischen Gebiet. Neudorf gehörte zum Kolonistenbezirk Glückstal.

## Gemeindegliederung
Die Gemeinde Carmanova besteht aus vier Gemeindeteilen, wobei das eigentliche Dorf Carmanova den bevölkerungsreichsten Teil der Gemeinde ausmacht:
| Teil       | Einwohner | Deutsche | Deutsche |
| Teil       | Einwohner | Anzahl   | Anteil   |
| ---------- | --------- | -------- | -------- |
| Carmanova  | 1.898     | 49       | 2,58 %   |
| Cotovca    | 174       | 1        | 0,57 %   |
| Mocearovca | 164       | 0        | 0,00 %   |
| Fedoseevca | 21        | 0        | 0,00 %   |

## Bevölkerung
Ursprünglich war Carmanova eine ausschließlich von Deutschen bewohnte Ortschaft. Mit Stand 2004 ist Carmanova heute eine ethnisch heterogene Ortschaft, obgleich die Ukrainer die mit größerem Abstand bedeutendste Ethnie sind.
| Ukrainer | Moldauer | Russen  | Deutsche | Bulgaren | Belarussen | Gagausen | Juden  | Andere | Summe |
| -------- | -------- | ------- | -------- | -------- | ---------- | -------- | ------ | ------ | ----- |
| 1.092    | 551      | 476     | 50       | 26       | 15         | 10       | 1      | 36     | 2.257 |
| 48,38 %  | 24,41 %  | 21,09 % | 2,22 %   | 1,15 %   | 0,66 %     | 0,44 %   | 0,04 % | 1,60 % | 100 % |